# تئاتر دولتی درام آذربایجان در ایروان

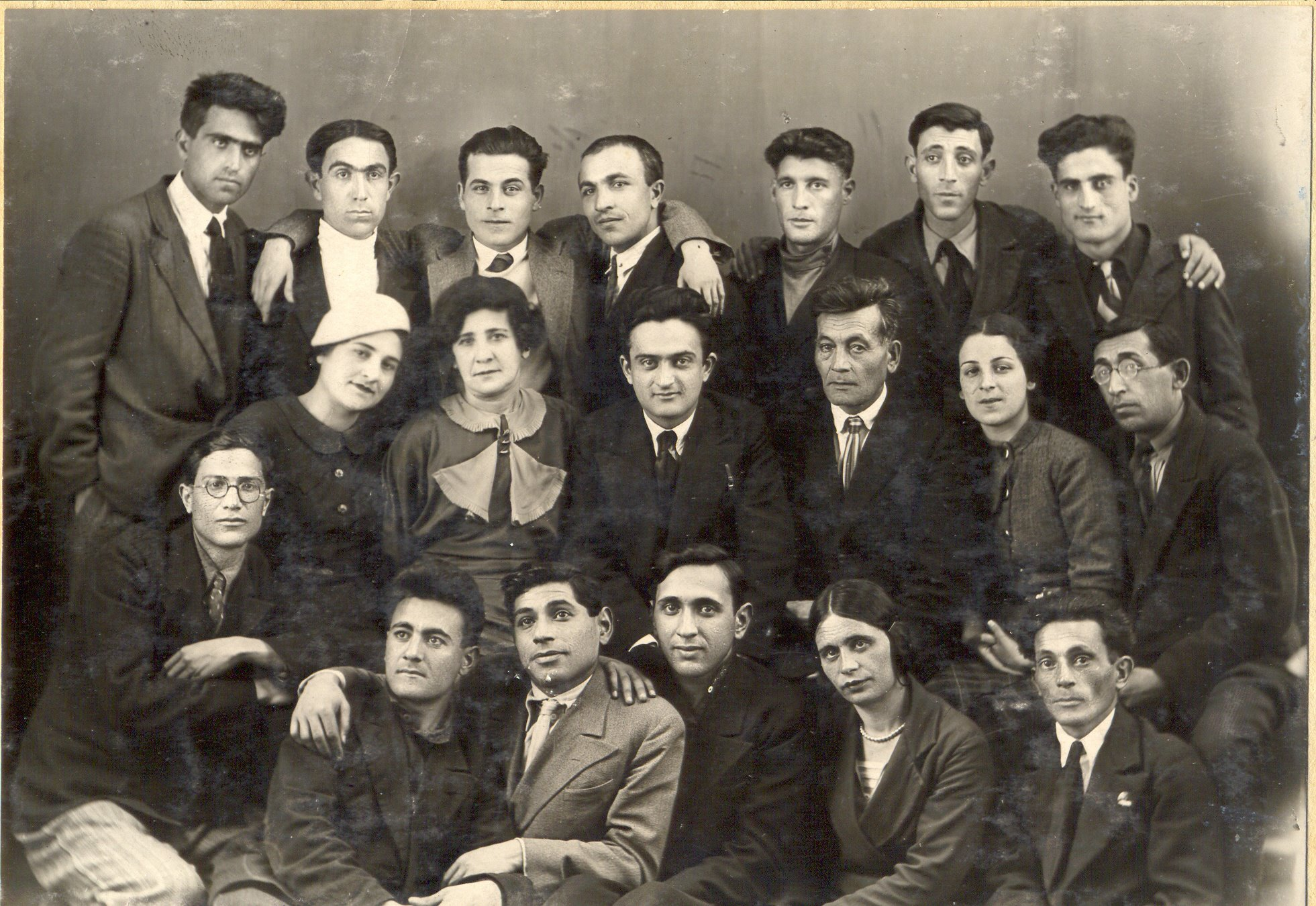
بازیگران تئاتر در سال ۱۹۳۷

تئاتر دولتی درام آذربایجان در ایروان (ترکی آذربایجانی: Cəfər Cabbarlı adına İrəvan Dövlət Azərbaycan Dram Teatrı) یک تئاتر دولتی درام آذربایجان است که در سال ۱۹۲۸ در ایروان پایه‌گذاری شد.

## تاریخچه
در سال‌های اولیه (۱۸۸۰–۱۸۸۲) تاریخ تئاتر در ایروان، فقط بازیگران داوطلب در نمایش‌ها روی صحنه می‌رفتند. از سال ۱۸۸۲، اجرای نمایش‌های آثار نویسنده ارمنی «و. مدتوف» به زبان ترکی آذربایجانی نیز در تئتر آغاز شد. پس از آنکه فریدون‌بیگ کوچرلی جهت ادامه فعالیت‌های آموزش و پرورش خود در سال ۱۸۸۵ به ایروان منتقل شد، تئاتر درام نیز شاهد اجراهای موفقی شد. وی اشتیاق شدیدی به شرکت در رویدادهای فرهنگی شهر داشت و گروهی را تشکیل داد که در سال ۱۸۸۶ نمایش «مسیو ژردان و درویش مستلی شاه» را بر اساس نمایشنامه میرزا فتحعلی آخوندزاده به صحنه برد. این نمایش به زبان ترکی آذربایجانی توسط دانشجویان دارالمعلمین ایروان در ۴ آوریل ۱۸۸۷ اجرا شد.
از سال ۱۸۹۶، اجراهایی به زبان ترکی آذربایجانی به‌طور پیوسته در ایروان شروع شد. در سالهای قبل از انقلاب، بازیگران داوطلب چندین نمایشنامه معروف در منطقه را به اجرا گذاشتند که شامل بازرس از نیکلای گوگول، «حاج قارا» از میرزا فتحعلی آخوندزاده، «نادرشاه» از نریمان نریمانف، «مردگان» از جلیل محمدقلی‌زاده بود. نخستین نمایش‌هایی که روی صحنه رفتد عبارتند از: «دورسونالی و بالی‌بادی» (۱۸۹۳)، «گیرت‌گیرت» (۱۸۹۳)، «حاج قارا» (۱۸۹۴)، «ازدواج ناخواهانه» (۱۸۹۹). این نمایش‌ها در تالارهای کوچک برگزار می‌شدند و تحت پوشش مطبوعات قرار نمی‌گرفتند.
تئاتر «برادران جانپولادوف» نیز در خدمت اجرای نمایش‌ها در ایروان بود. در ۸ دسامبر ۱۸۹۶ نمایش «مسیو ژردان و درویش مستلی شاه» در آن تئاتر رقم خورد. «آ. تر-گریگوریان» از این نمایشنامه و بازیگران به ویژه بابت ایفای نقش «شهرابانو» در نگارش خود در نسخه ۱۹ دسامبر ۱۸۹۶ روزنامه «نور دار» (به فارسی: عصر جدید) تحسین کرد. ایفای نقش «شهرابانو» در این نمایش را یونس نوری که به مدت ۵۰ سال در این کانون هنری به عنوان هنرپیشه، کارگردان نمایش و رئیس تئاتر کار کرد، به عهده داشت.
در سالهای فعالیت خود در تئاتر به همراه «مشهدی اسماعیل» نمایشنامه‌هایی را روی صحنه برد که می‌توان از مجموع آن‌ها به «وزیر خان لنکران» (۱۸۹۷)، «طمع دشمن‌تراشی می‌کند» (۱۸۹۹)، «زبان من، دشمن من است» (۱۹۰۰)، «کیمیاگر ملا ابراهیم خلیل» (۱۹۰۱)، «نادانی» (در کنار «ا. سلطانف» در سال ۱۹۰۲)، «حاج قارا» (با «ف. عبدالله»، ۱۹۰۲) اشاره کرد. علاوه بر این، وی در نمایش‌های بعدی از جمله «بازرس دولتی» اثر «گوگول» که بین سال‌های ۱۹۰۵ تا ۱۹۰۹ در تئاتر «برادران جانپولادوف» اجرا شد، ایفای نقش داشت.

### تاریخچه بیشتر
این تئاتر به استثنای وقفه در ۱۹۴۹–۱۹۶۷ تا سال ۱۹۸۸ به فعالیت خود ادامه داد. کمدی‌های موزیکال آرشین مال آلان و مشهدی عباد (آن یکی نشد این یکی) عزیر حاجی‌بیگف از جایگاه اصلی در رپرتوار تئاتر برخوردار بود. در مقاطع مختلف، یونس نوری، «کاظم ضیاء»، «علی شاه‌صابحتلی» و دیگران در تئاتر روی صحنه رفتند.
در سالهای ۱۹۳۴ الی ۱۹۵۱ مدیریت تئاتر به عهده بخشی قلندرلی بود. تئاتر دولتی درام آذربایجان در ایروان به نام جعفر جبارلی با اجرای نمایش اتلو، در «جشنواره سراسری نمایش‌های شکسپیر» که توسط شوروی به مناسبت سیصد و هشتادمین سالگرد تولد ویلیام شکسپیر در آوریل ۱۹۴۴ برگزار شد، حضور پیدا کرد.
پس از چند سال توقیف، تئاتر در سال ۱۹۶۷ فعالیت‌های خود را از سر گرفت. سپس آثاری همچون «سویل» نوشته جعفر جبارلی، «ناموس» از آلکساندر شیروانزاده، «فرهاد و شیرین» از صمد وورغون، و «شعله» از «آ. ایروانلی» و «آ. سلیمانف» به جمع نمایشهای برگزار شده در این تئآتر ملحق شدند.

## تأسیس تئاتر
تئاتر دولتی درام آذربایجان در ایروان در ماه مارس سال ۱۹۲۸ به رهبری یونس نوری بنیان‌گذاری شد. این تئاتر، به عنوان تنها تئاتر آذربایجان در ارمنستان در طول تاریخ ارمنستان شوروی فعالیت کرد. در دهه ۱۹۳۰، این مؤسسه هنری «تئاتر دولتی آذربایجان به نام جعفر جبارلی» یا «تئاتر دولتی ترکی ارمنستان به نام جعفر جبارلی» نام گرفته بود.

## فعالیت فعلی
از سال ۱۹۸۹ گروه تئاتر در باکو و در سالن تئاتر در تئاتر درام ملی آکادمی دولت آذربایجان فعالیت خود را ادامه داد. بر اساس فرمان حیدر علی اف، رئیس‌جمهور وقت آذربایجان، در تاریخ سال ۱۹۹۴، امتیاز تئاتر دولتی مجدداً بدان تعلق گرفت. تئاتر دولتی درام آذربایجان در ایروان به اجرای نمایش در آذربایجان، گرجستان، داغستان و ترکیه ادامه می‌دهد. بنابر فرمان ریاست جمهوری آذربایجان، در ۱۶ اکتبر سال ۲۰۰۷ سالروز راه‌اندازی تئاتر در تئاتر دولتی کمدی موزیکال جمهوری آذربایجان در باکو جشن گرفته شد.